# إمزورن
مدينة إمزورن (بالأمازيغية ⵉⵎⵣⵓⵔⵏ)، مدينة تقع في شمال المغرب في جبال الريف، تحد إمزورن شمالا وغربا بالجماعة القروية لآيت يوسف أوعلي، وشرقا ببلدية بني بوعياش، وبجماعة لوطا القروية جنوبا.
تقدر مساحة مدينة إمزورن بنحو 16,44 كلم2، وترتفع بحوالي 50 متر عن مستوى سطح البحر الذي تبعد عنه بـ 7 كلم شاطئ السواني. وهي جماعة داخلية لا تتوفر على مخرج بحري.
يزور إمزورن سنويًا آلاف السياح الأوروبيون. ويوجد العديد من المقاهي والتراسات والحياة الليلية المفعمة بالحيوية. وهي موطن لقرية SOS للأطفال.
في فبراير 2004 وقع زلزال الحسيمة بالقرب من إمزورن بقوة 6.3 على مقياس ريختر. توفي ما لا يقل عن 564 شخصًا وأصيب أكثر من 250 شخصًا.

## الموقع
تقع مدينة إمزورن على الطريق الوطنية رقم 2 الرابطة بين الناظور وتطوان جنوب مدينة الحسيمة بـ 18 كلم، وعلى بعد 5 كلم من مطار الشريف الإدريسي.

## المناخ
تتميز مدينة إمزورن بالمناخ المتوسطي الدافئ الممطر شتاء والجاف الحار صيفا، متوسط الحرارة العليا لا يتعدى 28 درجة، ومتوسط الحرارة الدنيا لا يقل عن 8 درجات، التساقطات المطرية ضعيفة بالمقارنة مع المناطق المجاورة حيث لا تتعدى 300 ملم سنويا، وسرعة الرياح في حدود 100 كلم في الساعة.

## التعليم
تتوفر مدينة إمزورن على المدارس الابتدائية التالية: مدرسة أبي طالب، مدرسة إمزورن2 (التي كانت تسمى مدرسة الجديدة سابقا)، مدرسة ابن رشد، مدرسة واد الذهب، مدرسة الحسن الأول، مدرسة محمد الزرقطوني. بالإضافة إلى مدرسة أحمد بوكماخ، ومدرسة أم البنين (حي بركم) و بالنسبة للإعداديات فتتوفر على أربع إعداديات: إعدادية القدس، إعدادية محمد السادس (التي كانت تسمى سابقا بإعدادية ابن سينا)، إعدادية النصر (آيت موسى وعمر)، وإعدادية الحي الرابع(حي بركم) .
أما المدارس الثانوية فتتوفر على ثانوية إمزورن التأهيلية (للإناث في الأغلب) و ثانوية مولاي إسماعيل (للذكور) وثانوية ابن الحزم أنشأت في موسم 2014/2015 بالحي الرابع.

## الاقتصاد
تعرف المدينة بكونها قطب الاقتصادي خاصة ما يتعلق بالتجارة، حيث يحج إليها الناس من باقي الجماعات التابعة لإقليم الحسيمة قصد شراء ما يلزم من شتى أنواع البضاعة.

## السياسة
عرفت المنطقة ازدهارا بعد زلزال الحسيمة 2004. حيث بدأت تظهر للعموم واكتسبت شهرتها بعد هذا الحدث. و لعبت الزيارات الملكية المتتالية دورا هاما في تنمية المدينة.
عرفت المدينة تأثرا بالحراك الشعبي بالريف  لكونها مسقط رأس الشهيد محسن فكري.

## معالم المدينة

### الزاوية العلوية
من معالم إمزرون زاوية الطريقة العلوية. فهي من المؤسسات العلمية والدينية التي أنشئت في إمزورن، وأدت دورا هاما وأساسيا في المحافظة على أصالة القيم الدينية والروحية والثقافية لهذه المنطقة. لزاوية امزورن تاريخ طويل وعريق وتعد من أقدم الزوايا بالمغرب حيث كانت هناك زاوية بمكان يدعى أرابضا ولا زالت هناك أطلال تدل على تاريخية هاته الزاوية وكان يحضر إليها الشيوخ.
من مختلف قرى ومداشر إمزورن وبني بوعياش بعد ذلك تم تحويل الزاوية إلى إمزورن وتقع هذه الزاوية المباركة المجاهدة، على بعد حوالي 18 كلم جنوب الحسيمة، بالقرب من مدينة بني بوعياش وبالضبط في مركز إمزورن قرب المسجد المركزي الكبير. أسسها مجموعة من الشيوخ العلويين في بداية الثلاثينات، وهم من كبار رجالات التصوف في ذلك الوقت أمثال سيدي يوسف وأخوه سيدي محمد والشيخ سيدي اليزيد وغيرهم.
تم تأسيسها في ظروف صعبة بسبب قلة الموارد وكذلك في مضايقات الاحتلال الإسباني، وعدم السماح بإنشاء هذا النوع من المؤسسات التي تفطنت السلطات الاستعمارية لخطره، بعد مشاركة الزوايا والطرق الصوفية في معظم الثورات التي قامت ضد المحتل الأجنبي. بل نجد أن معظم الثورات قادها شيوخ زوايا وزعماء الطرق الصوفية.
وقد أدت هذه الزاوية أدوارا عدة في تاريخ ساكنة الريف المقاومة، علمية دينية ثقافية اجتماعية وذلك من خلال أنشطتها والمجامع الروحية التي تنظم داخل الزاوية: احتفال بعيد المولد النبوي - ليلة الإسراء والمعراج - ليلة النصف من شعبان - ليلة القدر .

### المقاهي
تعرف المدينة بكثرة المقاهي

### المساجد
تعرف المدينة بكثرة المساجد و أكبرها في الإقليم و تقع على الطريق الوطنية قبل الدرك الملكي , هناك مساجد أخرى معروفة مثل مسجد الامام مالك و مسجد خالد بن الوليد وغيرها.

## أعلام المدينة
من بين أعلام المدينة نجد :
- عدنبي ن السوق (عبد النبي )
- عبد الحفيظ العبدلاوي رحمه الله (أستاذ جامعي و شيخ)
- عبد الوفي العبدلاوي (أستاذ و فقيه)
- عبد الله الغلبزوري (فيلسوف وكاتب)
- أزغاي محمد (رئيس الجماعة سابقا)
- جمال الموساوي (رئيس الجماعة)

## الهجرة
تعرف مدينة إمزورن بكثرة الهجرة حيث يتواجد الكثير من سكانها في الدول الاوربية مثل إسبانيا , فرنسا , بلجيكا , هولندا كأغلبية , و توجد أقليات في إيطاليا , ألمانيا , الدانمارك , النرويج , السويد وغيرها

## وصلات داخلية
- (بالعربية) موقع إمزورنيوز الإخباري
- (بالعربية) /موقع امزورن اليوم الإخباري.
- (بالعربية) الموقع الرسمي لمدينة إمزورن